# Apanteles stennos
Apanteles stennos är en stekelart som beskrevs av Nixon 1965. Apanteles stennos ingår i släktet Apanteles och familjen bracksteklar. Inga underarter finns listade i Catalogue of Life.